# Овечье (озеро)
Овечье — пресноводное озеро на территории Амбарнского сельского поселения Лоухского района Республики Карелии.

## Общие сведения
Площадь озера — 6,2 км², площадь водосборного бассейна — 704 км². Располагается на высоте 71,5 метров над уровнем моря.
Форма озера лопастная, продолговатая: оно более чем на девять километров вытянуто с юго-запада на северо-восток. Берега изрезанные, каменисто-песчаные, местами заболоченные.
Через озеро течёт река Пулома, впадающая в Энгозеро. Воды Энгозера через реки Калгу и Воньгу попадают в Белое море.
С севера в Овечье впадает Сигрека, несущая воды озёр Пилка, Евгений и Ульманга.
В озере более десяти безымянных островов различной площади, однако их количество может варьироваться в зависимости от уровня воды.
Населённые пункты и автодороги вблизи водоёма отсутствуют.
Код объекта в государственном водном реестре — 02020000711102000003252.